# یاران حلقه (گروه)
یاران حلقه نام گروهی نه نفره در مجموعه کتاب های ارباب حلقه‌ها ￼￼￼￼￼￼￼نوشته جی. آر. آر. تالکین، برای نابودی حلقه یگانه عازم کوه نابودی می شوند. از جمله اعضای گروه فرودو بگینز، پرگرین توک، مری، سام، آراگورن، گیملی، لگولاس، گندالف و برومیر می باشند.